# Махасиддхи
Махасиддхи — традиционное название в индуизме и буддизме людей, достигших в процессе психопрактик сверхспособностей — сиддхи.
Востоковед Евгений Торчинов давал следующее описание махасиддхов:
В образах махасиддхов (Наропа, Тилопа, Марпа и др.) много гротескного, юродствующего, порой шокирующего среднего обывателя с его расхожими представлениями о святости и благочестии. Это были прежде всего практики, йогины, которых интересовало именно скорейшее достижение религиозной цели, а не схоластические тонкости интерпретации Дхармы и ставшие самоцелью бесконечные дискуссии о них в монастырских центрах. Йогины-махасиддхи не связывали себя принятием формальных обетов, вели свободный образ жизни и даже внешне, своими длинными волосами (а иногда и бородами), отличались от бритых монахов (интересно, что и сейчас во время совершения тантрических ритуалов в дацанах Монголии и Бурятии ламы-монахи надевают на свои бритые головы парики с характерной прической йогинов Ваджраяны). Не имея догматических предубеждений, они свободно общались с такими же, как и они, индуистскими йогинами, презревшими ограничения брахманской ортодоксии, что приводило к неограниченному обмену идеями и методами йогической практики.

## Списки махасиддхов
В различных традициях индуизма и буддизма (ваджраяна) имеются свои немного различающиеся  списки махасиддхов.
Наиболее известны имена Бабаджи Нагараджа, Тирумулара, Патанджали, Горакшанатх (индуистские махасиддхи, Горакшанатх считается также и буддийским (ваджраяна) махасиддхом), а также Нагарджуны, Тилопы, Наропы, Марпы и Миларепы (махасиддхи тантрического буддизма) - последние входят в группу из 84-х махасиддхов, житие которых описано в известном тексте Абхайядатты - "Жизнеописание 84-х махасиддхов" (XI  век), в русском переводе текст озаглавлен "Львы Будды". М. 1998.

### Список буддийских махасиддхов в тексте Абхайядатты
- 1. Луйипа
- 2. Лилапа
- 3. Вирупа
- 4. Домбипа
- 5. Шаварипа
- 6. Сараха
- 7. Канкарипа
- 8. Минапа
- 9. Горакша
- 10. Чауранги
- 11. Винапа
- 12. Шантипа
- 13. Тантипа
- 14. Чамарипа
- 15. Кхадгапа
- 16. Нагарджуна
- 17. Канхапа
- 18. Карнарипа.
- 19. Тхаганапа
- 20. Наропа
- 21. Шалипа
- 22. Тилопа
- 23. Чатрапа
- 24. Бхадрапа
- 25. Дхукханди
- 26. Аджокипа
- 27. Калапа
- 28. Дхомбипа
- 29. Канкана
- 30. Камбала
- 31. Тенгипа
- 32. Бхандхепа
- 33. Тандхепа
- 34. Куккурипа
- 35. Кучипа
- 36. Дхармапа
- 37. Махипа
- 38. Ачинта
- 39. Бабхахи
- 40. Налина
- 41. Бхусуку
- 42. Индрабхути
- 43. Мекопа
- 44. Котали
- 45. Кампарипа
- 46. Джаландхари
- 47. Рахула
- 48. Дхармапа
- 49. Дхокарипа
- 50. Медхина
- 51. Панкаджа
- 52. Гхандхапа
- 53. Йогипа
- 54. Чалуки
- 55. Горура
- 56. Лучика
- 57. Нигуна
- 58. Джайянанда
- 59. Пачари
- 60. Чампака
- 61. Бхиксана
- 62. Телопа
- 63. Кумарипа
- 64. Чапарипа.
- 65. Манибхадра
- 66. Мекхала
- 67. Канакхала
- 68. Калакала
- 69. Кантали
- 70. Дхахули
- 71. Удхели.
- 72. Капалапа
- 73. Кирава
- 74. Сакара
- 75. Сарвабхакша
- 76. Нагабодхи
- 77. Дарика
- 78. Путали
- 79. Панаха
- 80. Кокали
- 81. Ананга
- 82. Лакшминкара
- 83. Самудра
- 84. Вьяли

### Список махасиддхов в тексте «Хатха-йога-прадипика»
- Шри Адинатх (Махадэв Шива),
- Матсиендра,
- Шабара,
- Анандабхайрава,
- Чауранджи (Чауранги),
- Мина (Минапа),
- Горакша,
- Вирупакша,
- Вилешайя,
- Мантхана,
- Бхайрава,
- Сиддхи,
- Буддха,
- Кантхади,
- Корантака,
- Сурананда,
- Сиддхипада,
- Чарапати,
- Канери,
- Пуджьяпада,
- Нитьянатх,
- Нираньян,
- Капали,
- Биндунатх,
- Какачандишвара,
- Аллата,
- Прабхудева,
- Гходачоли,
- Тинтини,
- Бхануки,
- Нарадева,
- Кханда,
- Капалика[1].